# Bahrain International Challenge
Die Bahrain International Challenge ist im Badminton eine offene internationale Meisterschaft von Bahrain.
2002 fand bereits ein als Bahrain Satellite betiteltes Turnier im Golfstaat statt, welches im Juni 2006 seine Fortsetzung als Bahrain International in Manama finden sollte. Der Termin verschob sich letztlich auf den 20. bis 23. Februar 2007. 2008 wurde erstmals die Bahrain International Challenge ausgetragen. In den Folgejahren fand immer eine International Series oder eine International Challenge statt. 2013 wurde im Anschluss an die Bahrain International auch die Bahrain International Challenge ausgetragen, sodass wie 2014, 2015 und 2021 bis 2023 jährlich immer zwei Turniere unterschiedlicher Wertungskategorien veranstaltet wurden. 2024 wurde von der zweiten Turnierserie der Challenge-Status nicht erreicht, sodass es in diesem Jahr zwei International-Series-Turniere gab.

## Die Sieger
| Saison    | Herreneinzel                   | Dameneinzel          | Herrendoppel                                | Damendoppel                                       | Mixed                                       |                   |
| --------- | ------------------------------ | -------------------- | ------------------------------------------- | ------------------------------------------------- | ------------------------------------------- | ----------------- |
| 2008      | R. M. V. Gurusaidutt           | Trupti Murgunde      | Akshay Dewalkar Jishnu Sanyal               | Charmaine Reid Nicole Grether                     | Arun Vishnu Aparna Balan                    |                   |
| 2010      | Tommy Sugiarto                 | Anne Hald            | Rupesh Kumar Sanave Thomas                  | Charmaine Reid Nicole Grether                     | Viki Indra Okvana Gustiani Megawati         |                   |
| 2011      | Sourabh Varma                  | Agnese Allegrini     | Andrei Adistia Christopher Rusdianto        | Charmaine Reid Nicole Grether                     | Valeriy Atrashchenkov Anna Kobceva          |                   |
| 2012      | Sai Praneeth Bhamidipati       | Arundhati Pantawane  | Rupesh Kumar Sanave Thomas                  | Rodjana Chuthabunditkul Chanida Julrattanamanee   | Tanveer Gill Mohita Sahdev                  |                   |
| 2013      | Sameer Verma                   | Tanvi Lad            | Rupesh Kumar Sanave Thomas                  | Pradnya Gadre Siki Reddy                          | Sanave Thomas Prajakta Sawant               |                   |
| 2014      | Firman Abdul Kholik            | P. C. Thulasi        | Yohanes Rendy Sugiarto Afiat Yuris Wirawan  | Ekaterina Bolotova Evgeniya Kosetskaya            | Vitaliy Durkin Nina Vislova                 |                   |
| 2015      | Sameer Verma                   | Nitchaon Jindapol    | Bodin Isara Nipitphon Puangpuapech          | Savitree Amitrapai Pacharapun Chochuwong          | Bodin Isara Savitree Amitrapai              |                   |
| 2016      | Pratul Joshi                   | Sri Fatmawati        | Evgeny Dremin Denis Grachev                 | Tanisha Crasto Variella Aprilsasi Putri Lejarsari | Evgeny Dremin Evgenia Dimova                |                   |
| 2017 2020 | nicht ausgetragen              | nicht ausgetragen    | nicht ausgetragen                           | nicht ausgetragen                                 | nicht ausgetragen                           | nicht ausgetragen |
| 2021      | Ikhsan Leonardo Imanuel Rumbay | Lauren Lam           | Raymond Indra Daniel Edgar Marvino          | Yeung Nga Ting Yeung Pui Lam                      | Law Cheuk Him Yeung Nga Ting                |                   |
| 2022      | Ng Tze Yong                    | Pitchamon Opatniputh | Muhammad Rayhan Nur Fadillah Rahmat Hidayat | Lanny Tria Mayasari Ribka Sugiarto                | Ruttanapak Oupthong Jhenicha Sudjaipraparat |                   |
| 2023      | Minoru Koga                    | Chen Lu              | Kazuki Shibata Naoki Yamada                 | Gabriela Stoeva Stefani Stoeva                    | Zhou Zhihong Yang Jiayi                     |                   |